# Philipp Lahm
Philipp Lahm (pronunciación en alemán: ˈfɪlɪp ˈlaːm/; Múnich, 11 de noviembre de 1983) es un exfutbolista alemán que jugaba como lateral tanto por izquierda como por derecha, y de mediocampista defensivo. Jugó gran parte de su carrera en el FC Bayern de Múnich y en la selección de fútbol de Alemania, siendo considerado como uno de los mejores laterales derechos de su generación y de la historia del fútbol.
Fue internacional absoluto con la selección alemana entre 2004 y 2014, siendo el capitán desde la Copa del Mundo de 2010 -tras el retiro de Michael Ballack- hasta la Copa del Mundo de 2014, en la que se consagró campeón. Jugador histórico del Bayern de Múnich del que fue capitán y con el cual ganó múltiples títulos, incluyendo la UEFA Champions League 2012-13 como parte del triplete en esa temporada.
Ha sido incluido en el equipo del torneo de la Copa Mundial en 2006, 2010 y 2014, en el equipo ideal de la Eurocopa en 2008 y 2012 y en el Equipo del año UEFA en 2006, 2008, 2012, 2013 y 2014. A pesar de ser diestro, es capaz de jugar en ambos lados del campo.
Lahm anunció el día 7 de febrero del 2017, su retirada deportiva tras finalizar la campaña 2016-2017 de la Bundesliga, tras 15 temporadas como profesional.
El 14 de diciembre de 2020, fue incluido como defensa lateral derecho en el tercer Dream Team histórico del Balón de Oro.

## Trayectoria

### Primeros años
Philipp Lahm, habiendo nacido en Múnich, se desarrolló en un ambiente de fútbol profesional dentro de la Liga juvenil del Bayern Múnich. Se unió al equipo a la edad de 11 años, después de que un entrenador de juveniles, Jan Pienta, lo vio jugar varias veces en el equipo juvenil local de su ciudad natal Gern, Múnich. Lahm ya era considerado muy talentoso; uno de sus entrenadores, Hermann Hummels, incluso declaró «Si Philipp Lahm no lo logra en la Bundesliga, nadie más lo hará». En dos ocasiones ganó el título juvenil de la Bundesliga, la segunda vez como capitán de su equipo, y luego entró al equipo B a la edad de 17. Su exentrenador Hermann Gerland lo consideró como el jugador más talentoso al que hubiera entrenado, y lo hizo el capitán del equipo B durante su segunda temporada. Hasta este punto jugó como mediocentro defensivo, volante derecho o defensor central.
El 13 de noviembre de 2002, hizo su debut con el primer equipo del Bayern Múnich como sustituto en el minuto 92 en un empate 3-3 contra el RC Lens en la fase de grupos de la Liga de Campeones. Sin embargo, como Willy Sagnol y Bixente Lizarazu estaban establecidos como primera opción en la defensa, y el medio campo del club también estaba bien atendido, no hizo más apariciones en la temporada 2002-03 y fue cedido al VfB Stuttgart en las temporadas 2003-04 y 2004-05 para ganar experiencia en la Bundesliga.

### VfB Stuttgart
Lahm fue fichado originalmente como respaldo para Andreas Hinkel, quien jugaba como lateral derecho, pero el entrenador Felix Magath lo movió a la posición de lateral izquierdo, en la que derrocó al internacional alemán Heiko Gerber. Hizo su debut en la Bundesliga en el primer día de la temporada 2003-04 contra el Hansa Rostock cuando entró en el minuto 76 como sustituto en la posición de lateral izquierdo por el centrocampista Silvio Meissner. Hizo su primer partido profesional como lateral izquierdo en la cuarta jornada como sustituto en el minuto 63 de Gerber y el primer partido que jugó durante los 90 minutos completos fue en la sexta jornada ante el Borussia Dortmund. A partir de entonces se estableció como un lateral izquierdo habitual en el Stuttgart. El 29 de septiembre de 2003, hizo su primera aparición en la Liga de Campeones como titular ante el Manchester United. El 3 de abril de 2004, marcó su primer gol en la Bundesliga en una victoria 5-1 de visitante ante el VfL Wolfsburg. Durante la temporada 2003-04 jugó en 31 partidos de la Bundesliga y siete de la Champions League y ganó el segundo lugar en la elección para el futbolista alemán del año.
Durante su segunda temporada en Stuttgart, pasó un tiempo considerablemente más difícil. Después de la Eurocopa 2004 y las resultantes cortas vacaciones y el entrenamiento de pretemporada tuvo dificultades para ajustarse con las tácticas y el sistema del nuevo entrenador Matthias Sammer. Sin embargo, logró completar 16 partidos de la Bundesliga antes de las vacaciones de Navidad, 14 de ellos jugando los 90 minutos, y tuvo seis apariciones en la Copa de la UEFA. En enero de 2005, sufrió una fractura por estrés en su pie derecho y por lo tanto, no jugó durante cuatro meses. Regresó el 9 de abril de 2005, en un partido ante el FC Schalke 04. Alrededor de cinco semanas más tarde, tuvo una nueva lesión, esta vez de sufrió una rotura del ligamento cruzado con la que puso fin a la temporada y al mismo tiempo su carrera en el Stuttgart.

### Bayern Múnich
En julio del 2005 regresó al Bayern de Múnich. Sin embargo, poco antes de su regreso, tuvo problemas con un ligamento en la rodilla y tuvo que ir a rehabilitación, retrasando su regreso hasta diciembre del 2005. Regresó al campo a finales de noviembre, primero jugando dos veces para el equipo B y, posteriormente, haciendo su primera aparición profesional en la Bundesliga con el Bayern en noviembre de 2005 contra el Arminia Bielefeld. En la temporada 2005-06 jugó para el Bayern 20 veces en la Bundesliga y tres veces en la Liga de Campeones, luchando por la titularidad incluso con Bixente Lizarazu.

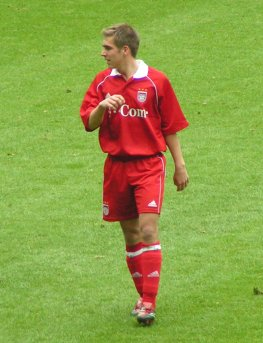
Lahm en 2006.

Durante la temporada 2006-07, jugó en todos los partidos de la Bundesliga y en nueve de los diez partidos de Liga de Campeones y sólo fue sustituido en dos ocasiones, debido a que él era el único lateral izquierdo en el equipo y por sus sólidas actuaciones durante una de las peores temporadas del Bayern en muchos años. El 20 de agosto de 2006, marcó su primer gol para el club, en el primer partido de visitante del Bayern de la temporada, una victoria por 2-1 sobre el VfL Bochum.
Para la temporada 2007-08, Bayern compró al lateral izquierdo Marcell Jansen y posteriormente, se suponía que Lahm regresaría a la posición derecha, tanto para acomodar a Jansen como para reemplazar al francés Willy Sagnol. Debido a las lesiones (tanto de él y de Jansen) terminó jugando principalmente en la banda izquierda y permaneció así hasta el final de la temporada, aunque compartió su deseo de jugar en la derecha varias veces durante ese año. Durante toda la temporada hubo diversos rumores que sugerían que dejaría el Bayern en el verano de 2008 para fichar por el FC Barcelona y la transferencia parecía ser casi un hecho. Sin embargo, el 16 de mayo de 2008 firmó un nuevo contrato con el FC Bayern. Su nuevo contrato lo mantendría en Múnich hasta el 20 de junio de 2012.
Su temporada goleadora más prolífica fue la de 2008-09, anotando tres veces en la Bundesliga y una vez en la DFB-Pokal. Sin embargo, la temporada fue pobre para el Bayern, lo que llevó al despido del entrenador Jürgen Klinsmann después de menos de un año en el cargo.
El 8 de noviembre de 2009, se le dio la multa más alta en la historia del Bayern Múnich hasta la fecha (estimada en más de € 25.000) después de dar una entrevista no autorizada en Süddeutsche Zeitung. Criticó la política de fichaje del club y la falta de la filosofía de juego y planificación estratégica. Antes, en mayo de 2008, Lahm había rechazado ofertas lucrativas del Manchester United y FC Barcelona, cuando el presidente del club, Uli Hoeness, prometió construir un equipo que pudiera ser competitivo en Europa. Este incidente atrajo reacciones mixtas de los aficionados y los medios de comunicación, tanto locales como extranjeros, con algunos diciendo que Lahm debería haber mantenido sus opiniones para sí mismo y otros elogiándolo por su honestidad. A pesar de que fue multado y fuertemente criticado por la jerarquía del club, mantuvo su lugar en la alineación inicial, y pasó a tener una buena temporada.
Durante la temporada 2009-10 bajo el nuevo entrenador Louis van Gaal, Lahm fue capaz de jugar en su posición preferida como lateral derecho. A pesar de algunas dificultades en los primeros partidos,  jugó una de sus mejores temporadas, formando una excelente colaboración en la banda derecha con Arjen Robben, anotando un gol y dando 12 asistencias en todos sus partidos. Lahm también fue elegido como vicecapitán por van Gaal, y jugó el tiempo completo en todos los partidos oficiales y en la primera ronda la DFB-Pokal. Bayern ganó el doblete de la liga y la copa y llegó a la Final de la Liga de Campeones de la UEFA 2009-10, donde jugó los 90 minutos completos como lateral derecho.
Después de la partida del capitán Mark van Bommel en enero de 2011, Lahm se convirtió en el capitán por el resto de la temporada 2010-11 y eventualmente fue nombrado capitán del equipo.
El 19 de mayo de 2012, fue capitán del Bayern en la Final de la Liga de Campeones de la UEFA 2011-12 ante el Chelsea en el Allianz Arena. Anotó el primer penalti de la tanda pero el Bayern terminó como subcampeón por segunda vez en tres temporadas.
En la temporada 2012-13, capitaneo al Bayern a un triplete histórico de la Bundesliga, DFB-Pokal y la Liga de Campeones. El 25 de mayo de 2013, en la final de la Liga de Campeones, el Bayern obtuvo una victoria de 2-1 sobre su rival de la Bundesliga, el Borussia Dortmund en el estadio histórico Wembley en Londres. Después del partido, él reveló lo feliz que estaba de ganar el título, diciendo «Es increíble ... una gran alegría y un gran alivio. La presión era enorme, después de haber perdido en la final de la Liga de Campeones en dos ocasiones».
Desde el inicio de la temporada 2013-14, bajo las órdenes del nuevo director técnico, Pep Guardiola, Lahm se ha desempeñado como centrocampista defensivo. Guardiola dijo de Lahm:. «Es quizás el jugador más inteligente que alguna vez he entrenado en mi carrera. Está a otro nivel.» Esa temporada trajo un nuevo hito para el club, ya que llegaron al récord de su 24.º título de la Bundesliga y el campeonato de la liga más rápido de la historia, ganando el título con siete juegos de sobra, venciendo la marca establecida por el club en la temporada anterior.
En junio de 2014, firmó un nuevo contrato con el que se mantedrá en el Bayern hasta 2018. El 18 de octubre, marcó el primer doblete de su carrera en la victoria por 6-0 ante el Werder Bremen. El 26 de abril de 2015, el Bayern se confirmó como campeón de la Bundesliga por tercera temporada consecutiva, dando a Lahm el séptimo campeonato de la liga en su carrera. El 28 de abril de 2015, fue uno de los cuatro jugadores del Bayern que falló en la tanda de penales, en la derrota por 2-0 en penaltis contra el Borussia Dortmund en la semifinal de la DFB-Pokal.

## Selección nacional

### Categorías inferiores
Comenzó su carrera internacional en la selección nacional sub-19. Formó parte del equipo que ganó la plata para Alemania en el Campeonato Europeo Sub-19 de la UEFA de 2002. Jugó en todos los partidos del torneo final y marcó un gol decisivo en el minuto 90 (2-3) ante Inglaterra en un partido que terminó 3-3. Posteriormente participó en algunos juegos con la sub-20 y sub-21.

### Selección absoluta

#### Eurocopa 2004
Luego de sus destacadas actuaciones con las selecciones menores, Rudi Völler lo convoca por primera vez a la selección mayor, haciendo su debut el 18 de febrero de 2004 con solo 20 años. Su primer partido fue victoria por 2-1 sobre Croacia, Lahm jugó los 90 minutos y fue elegido como el mejor jugador del partido por la revista alemana Kicker. También jugó con Alemania la Eurocopa de 2004 en Portugal los 90 minutos en los tres partidos. A pesar de que Alemania no llegó más allá de la fase de grupos, el rendimiento de Lahm fue considerado muy prometedor y muchos periódicos alemanes vieron esto como el único aspecto positivo en la falta de realización de Alemania en ese torneo.

#### Copa Mundial de 2006

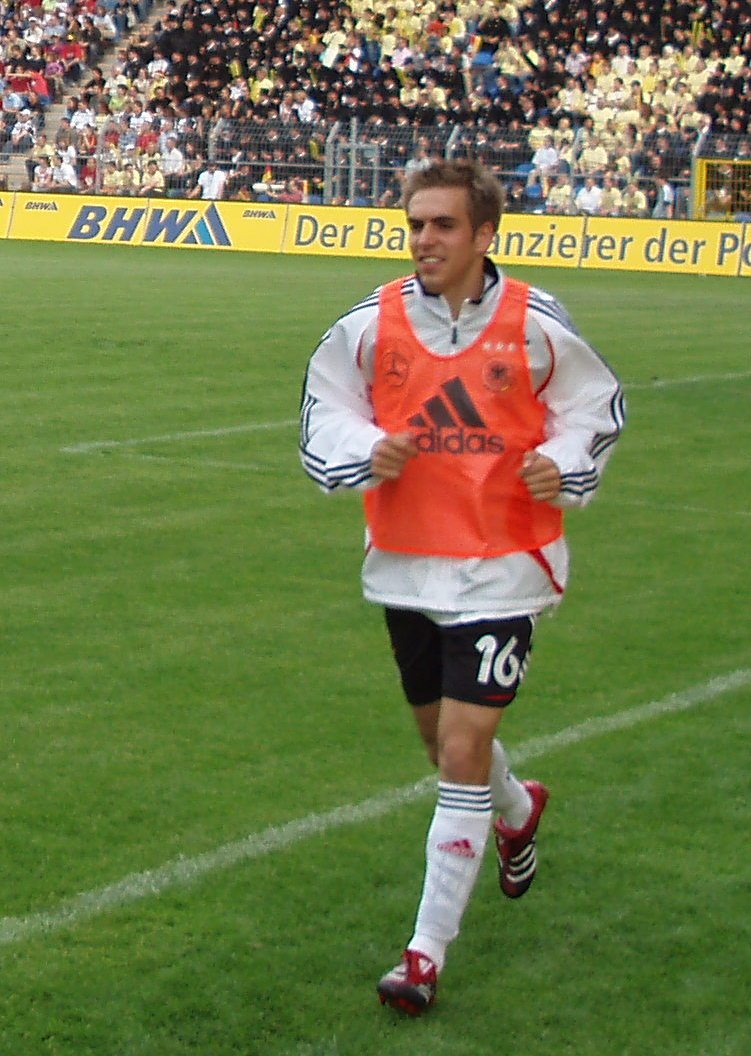
Lahm con la selección alemana.

Se perdió más de un año de fútbol internacional entre enero de 2005 y marzo de 2006 debido a las lesiones (fractura por estrés en el pie y una rotura del ligamento cruzado), pero después de su recuperación de inmediato regresó al equipo titular. Participó con el combinado alemán en la Copa Confederaciones 2005, donde los germanos terminaron terceros. Se lesionó el codo en un partido amistoso justo antes de la Copa Mundial de la FIFA de 2006 y por lo tanto tuvo que usar un yeso especial en su brazo izquierdo. A pesar de eso, Jürgen Klinsmann lo eligió como primera opción para la posición de lateral izquierdo. Posteriormente, formó parte del equipo nacional alemán que participó en la Copa Mundial de Fútbol de 2006, anotó el primer gol de dicho torneo en el partido inaugural contra Costa Rica.  Fue galardonado el 'Jugador del Partido' por su actuación en el segundo partido en fase de grupos contra Polonia. Fue el único jugador alemán que jugó los 690 minutos completos de la Copa del Mundo y también fue elegido en el equipo estelar del torneo.

#### Eurocopa 2008
Durante la Eurocopa 2008, Philipp estuvo en la alineación inicial de todos los juegos y sólo fue sustituido en la final después de recibir un corte que necesitó de puntos de sutura en su pie. Comenzó el torneo como lateral derecho, pero sustituyó a Jansen debido a su bajo rendimiento como lateral izquierdo en el segundo juego. El 25 de junio de 2008, en el minuto 90 marcó el gol que les dio la victoria en la semifinal contra Turquía. Describió este como el gol más importante de su carrera y, aunque fue elegido Jugador del Partido, no lo consideró merecido. El 29 de junio de 2008 - en la final de la Eurocopa 2008 contra España - en el minuto 33, Xavi filtró un balón que perforó a través de la defensa alemana y por la falta de comunicación entre Lahm y el portero alemán Jens Gerhard Lehmann permitió a Fernando Torres anotar el gol decisivo del juego; España se impuso 1-0 para ganar su segundo título del Campeonato de Europa en 44 años.

#### Copa Mundial de 2010

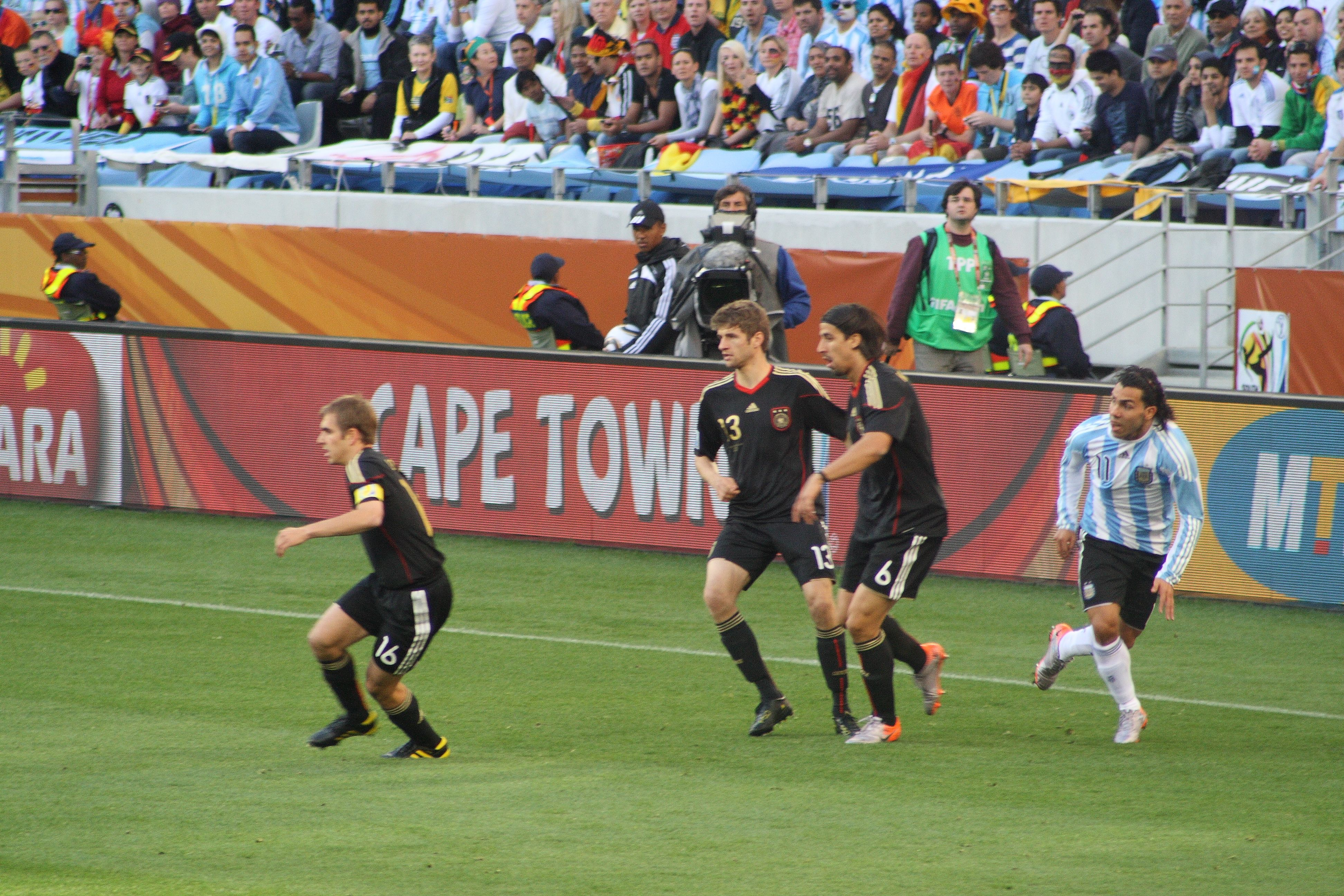
Lahm en el Mundial 2010.

Lahm estuvo presente durante todos los partidos de la fase de clasificación para la Copa del Mundo de 2010 y fue el único que jugó cada minuto.
Tras el retiró del capitán Michael Ballack del equipo en la Copa Mundial, debido a una lesión, Lahm fue elegido para ser el capitán en el torneo. El 13 de junio de 2010, fue capitán de la selección nacional en el juego de apertura contra Australia, convirtiéndose en el jugador más joven en capitanear a Alemania en un torneo de la Copa Mundial. El equipo avanzó hasta llegar a las semifinales, donde fueron derrotados por España 1-0. No jugó en el partido por el tercer lugar contra Uruguary debido a una infección, por lo que en su ausencia Bastian Schweinsteiger fue capitán del equipo en el que ganaron 3-2.

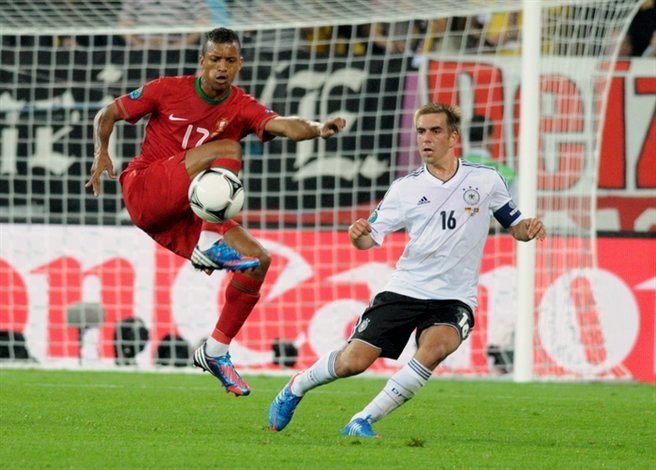
Philipp Lahm en la Eurocopa 2012.

Su capitanía se volvió permanente, cuando el entrenador Joachim Löw anunció que Ballack ya no sería considerado para jugar con Alemania.

#### Eurocopa 2012
Su sólida defensa ayudó a Alemania a ganar los diez partidos de clasificación para la Eurocopa 2012, y también proporcionó asistencias a Mesut Özil y Mario Gómez. Siempre estuvo presente en la defensa alemana que atrajo elogios de una gran variedad de fuentes. Alemania ganó los tres partidos de la fase de grupos contra Portugal, Países Bajos y Dinamarca. Anotó el primer gol en la victoria 4-2 sobre Grecia en los cuartos de final. Alemania fue eliminada 2-1 a manos de Italia en las semifinales.

#### Copa Mundial de 2014

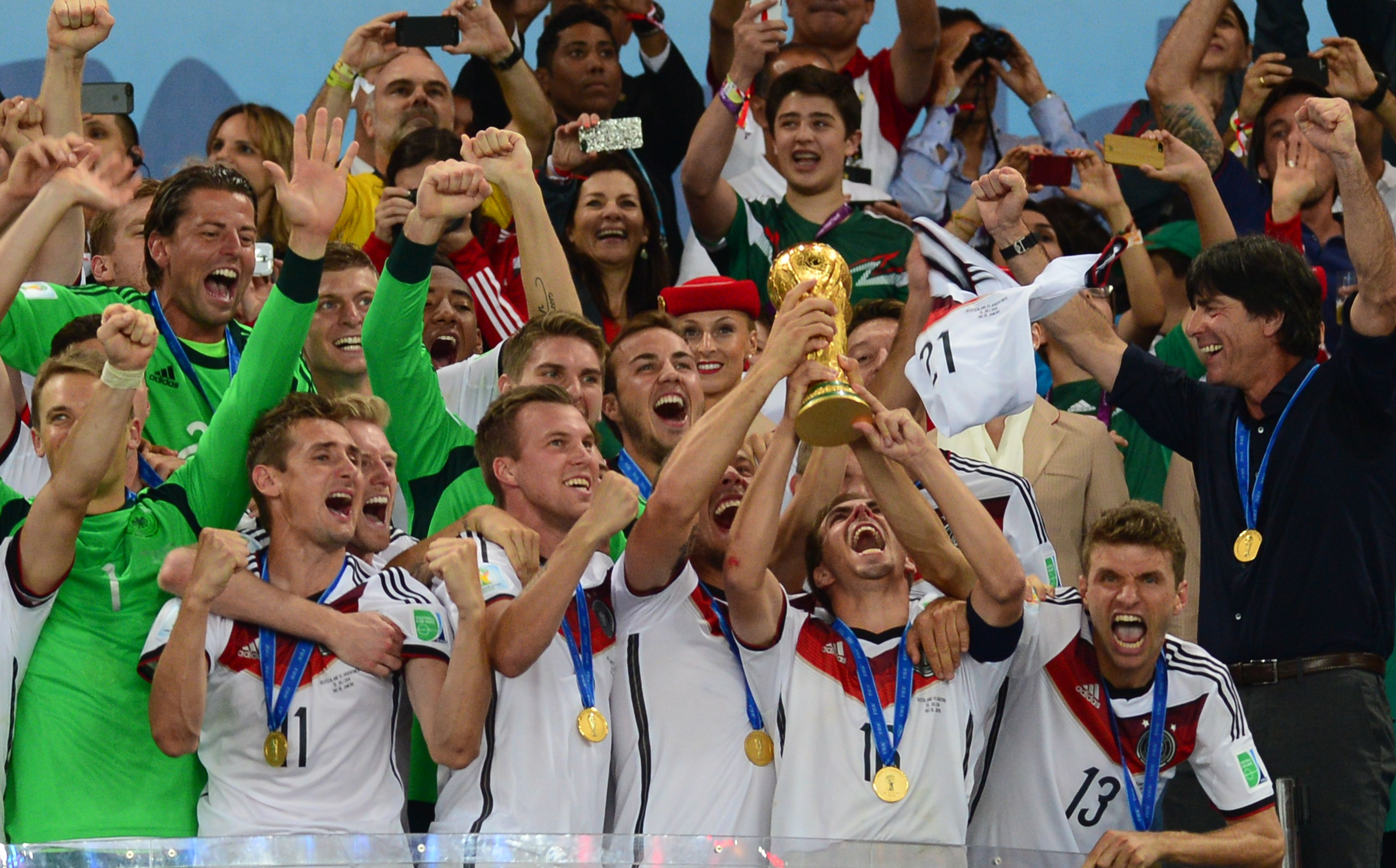
Lahm levantando la Copa del Mundo.

El 8 de mayo de 2014, Lahm fue incluido en la lista preliminar de 30 jugadores por el entrenador Joachim Löw con miras a la fase final de la Copa del Mundo de 2014. Fue ratificado entre los 23 jugadores que viajaron a Brasil el 2 de junio siendo capitán por segunda ocasión en un mundial de fútbol.
El 6 de septiembre de 2013, fue galardonado con por su partido número 100 con la selección alemana en la victoria por 3-0 sobre Austria durante la clasificación para el Mundial de 2014.
El 16 de junio de 2014, derrotaron por 4-0 a Portugal en Salvador, y jugó en el centro del medio campo en todos los partidos de la fase de grupos y en el partido en octavos de final contra Argelia.
Volvió a la derecha en los cuartos de final contra Francia, y permaneció en la victoria 7-1 ante Brasil en la semifinal. El 11 de julio de 2014, fue seleccionado en la lista de 10 hombres nominados al Balón de Oro de la FIFA al mejor jugador del torneo.
El 13 de julio de 2014, Alemania logró la victoria en la Final del Mundial por 1-0 ante Argentina. Este campeonato fue el cuarto conseguido por Alemania y el primero para la Alemania reunificada. Fritz Walter, Franz Beckenbauer, Lothar Matthäus ya habían capitaneado a Alemania Occidental al título de la Copa Mundial.
El 18 de julio de 2014, a la edad de 30 años, anunció su retirada de la selección nacional. Fue internacional con Alemania en 113 partidos, en los que anotó 5 goles, y donde portó el brazalete de capitán entre 2010 y 2014. El 2 de septiembre de 2014, Bastian Schweinsteiger lo sucedió como capitán de la selección alemana.

### Participaciones en Copas del Mundo
| Mundial                        | Sede      | Resultado    | Partidos | Goles |
| ------------------------------ | --------- | ------------ | -------- | ----- |
| Copa Mundial de Fútbol de 2006 | Alemania  | Tercer lugar | 7        | 1     |
| Copa Mundial de Fútbol de 2010 | Sudáfrica | Tercer lugar | 6        | 0     |
| Copa Mundial de Fútbol de 2014 | Brasil    | Campeón      | 7        | 0     |

### Participaciones en Eurocopas
| Copa          | Sede              | Resultado    | Partidos | Goles |
| ------------- | ----------------- | ------------ | -------- | ----- |
| Eurocopa 2004 | Portugal          | Primera fase | 3        | 0     |
| Eurocopa 2008 | Austria y Suiza   | Subcampeón   | 6        | 1     |
| Eurocopa 2012 | Polonia y Ucrania | Semifinales  | 5        | 1     |

### Goles internacionales
Detalle de los goles internacionales absolutos
| # | Fecha               | Lugar                                                   | Rival                | Gol   | Resultado | Competición                    |
| - | ------------------- | ------------------------------------------------------- | -------------------- | ----- | --------- | ------------------------------ |
| 1 | 28 de abril de 2004 | Stadionul Giulești-Valentin Stănescu, Bucarest, Rumania | Rumania              | 1 - 5 | 1 - 5     | Amistoso                       |
| 2 | 9 de junio de 2006  | WM-Stadion de Múnich, Múnich, Alemania                  | Costa Rica           | 1 - 0 | 4 - 2     | Copa Mundial de Fútbol de 2006 |
| 3 | 25 de junio de 2008 | St. Jakob Park, Basel, Suiza                            | Turquía              | 3 - 2 | 3 - 2     | Eurocopa 2008                  |
| 4 | 3 de junio de 2010  | Commerzbank-Arena, Frankfurt, Alemania                  | Bosnia y Herzegovina | 1 - 1 | 3 - 1     | Amistoso                       |
| 5 | 22 de junio de 2012 | PGE Arena Gdańsk, Gdańsk, Polonia                       | Grecia               | 1 - 0 | 4 - 2     | Eurocopa 2012                  |

## Vida personal

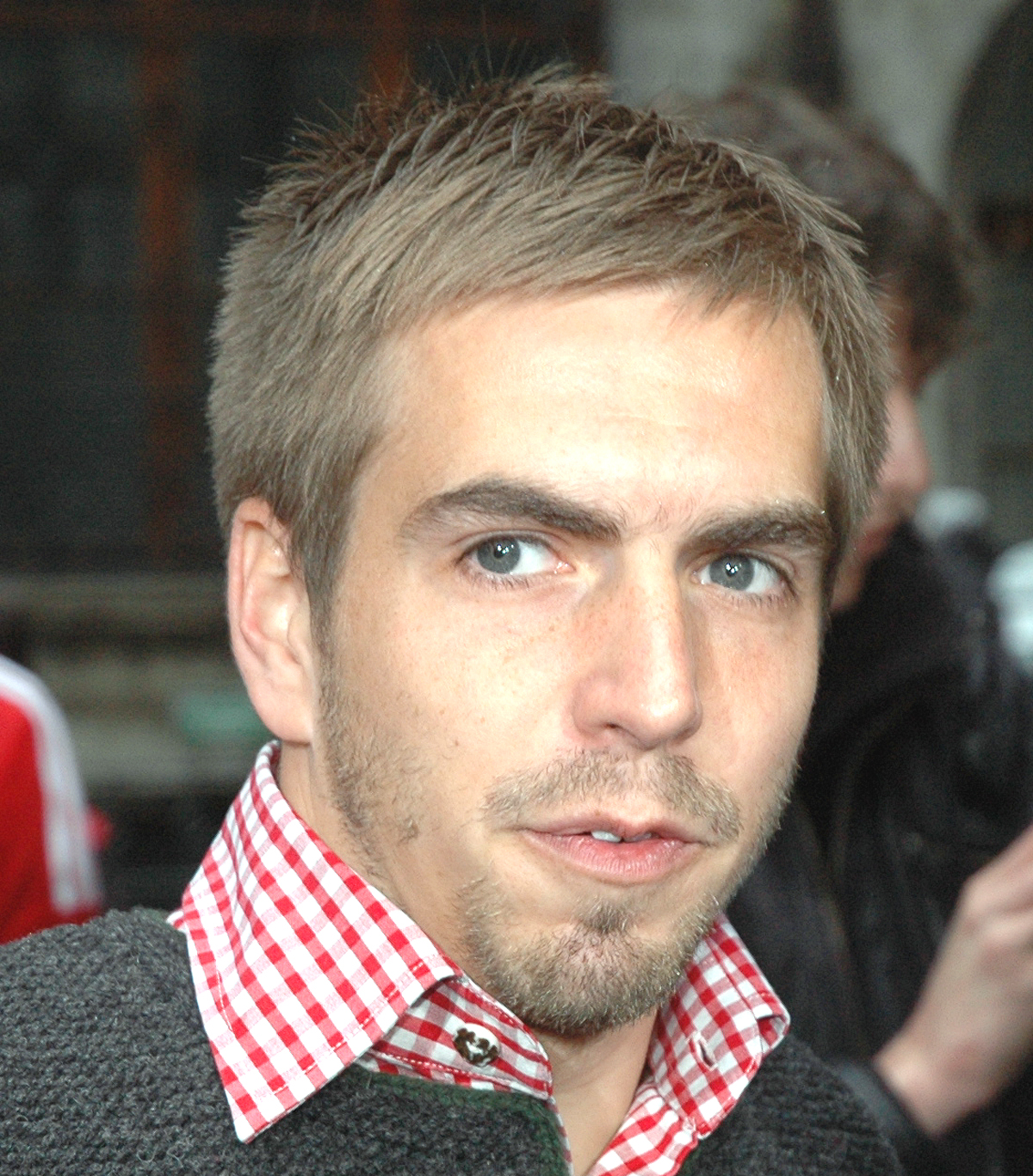
Lahm en 2013.

Philipp se casó con Claudia Schattenberg en Aying, un suburbio de Múnich, tan sólo cuatro días después de que Alemania quedara en el tercer lugar en la Copa del Mundo del 2010. Tienen un hijo llamado Julián. Andreas Ottl fue el único futbolista invitado a su boda. Lahm y Ottl juegan al billar y al tenis juntos. En su juventud, era un bromista en su escuela. Era considerado como un estudiante brillante, y tenía aspiraciones de convertirse en panadero. Fue recogepelotas en los partidos del Bayern Múnich en el Estadio Olímpico de Múnich.
Está involucrado en muchas campañas y eventos de caridad. En junio de 2007, la FIFA anunció que él y Owen Hargreaves visitarían Sudáfrica con antelación para apoyar en la Copa Mundial de Fútbol de 2010. Aunque Hargreaves no logró ser parte del viaje debido a una lesión, Lahm y su compañero de equipo nacional Piotr Trochowski se tomaron tiempo no sólo para visitar las organizadores de la Copa Mundial, sino también una SOS Children's Village y tomar parte en el evento de Kick-sida.
Estableció la fundación 'Philipp Lahm-Stiftung', para apoyar a los niños de escasos recursos y es también embajador oficial en representación de "FIFA por SOS Children's Village". Además fue embajador del Día Mundial de la Lucha contra el Sida en 2007, 2008 y 2009. También participó en una campaña contra el exceso de velocidad y otras como Bündnis für Kinder, una campaña contra el abuso infantil.
El 20 de septiembre de 2008, Lahm fue premiado con el Tolenrantia-Preis, debido a su importante contribución en la lucha contra la homofobia dentro del mundo del deporte profesional, especialmente en el fútbol. Sin embargo, Lahm ha expresado que los futbolistas homosexuales no deben reconocer su orientación en público por el abuso que estos podrían sufrir. Ha dicho que «es una pena que ser gay en el fútbol sea un tema tabú», afirma no temer de un jugador gay dentro del equipo.

### Autobiografía
En agosto de 2011 a los 27 años publicó su autobiografía, Der feine Unterschied: Wie man heute Spitzenfußballer wird (La sutil diferencia - Cómo convertirse en un futbolista top), en la que repasa su carrera futbolística y sus experiencias personales, el ambiente del fútbol en general, el fútbol en el ámbito del contexto social y la eficacia de los diferentes métodos de entrenamiento y capacitación. El libro se convirtió en un best-seller y recibió una amplia atención de los medios alemanes. Ha sido criticado por las partes del libro en las que se analizó con discernimiento el trabajo de sus ex entrenadores, entre los críticos se encuentran Rudi Völler (criticado en el libro) y Ottmar Hitzfeld.

## Estadísticas

### Clubes
Actualizado al último partido jugado el 21 de mayo de 2017.

| Club | Div.          | Temporada     | Liga  | Liga  | Liga   | Copas nacionales(1) | Copas nacionales(1) | Copas nacionales(1) | Torneos internacionales(2) | Torneos internacionales(2) | Torneos internacionales(2) | Total | Total | Total  |
| Club | Div.          | Temporada     | Part. | Goles | Asist. | Part.               | Goles               | Asist.              | Part.                      | Goles                      | Asist.                     | Part. | Goles | Asist. |
| --- | ------------- | ------------- | ----- | ----- | ------ | ------------------- | ------------------- | ------------------- | -------------------------- | -------------------------- | -------------------------- | ----- | ----- | ------ |
| Bayern Múnich II · Alemania | 3°            | 2001-02       | 27    | 2     | 0      | -                   | -                   | -                   | -                          | -                          | -                          | 27    | 2     | 0      |
| Bayern Múnich II · Alemania | 3°            | 2002-03       | 34    | 1     | 0      | 1                   | 0                   | 0                   | -                          | -                          | -                          | 35    | 1     | 0      |
| Bayern Múnich II · Alemania | 3°            | 2005-06       | 2     | 0     | 0      | -                   | -                   | -                   | -                          | -                          | -                          | 2     | 0     | 0      |
| Bayern Múnich II · Alemania | Total         | Total         | 63    | 3     | 0      | 1                   | 0                   | 0                   | -                          | -                          | -                          | 64    | 3     | 0      |
| Bayern Múnich · Alemania | 1°            | 2002-03       | 0     | 0     | 0      | 0                   | 0                   | 0                   | 1                          | 0                          | 0                          | 1     | 0     | 0      |
| Bayern Múnich · Alemania | Total         | Total         | 0     | 0     | 0      | 0                   | 0                   | 0                   | 1                          | 0                          | 0                          | 1     | 0     | 0      |
| VfB Stuttgart · Alemania | 1°            | 2003-04       | 31    | 1     | 3      | 2                   | 0                   | 0                   | 7                          | 0                          | 1                          | 40    | 1     | 4      |
| VfB Stuttgart · Alemania | 1°            | 2004-05       | 22    | 1     | 0      | 3                   | 0                   | 0                   | 6                          | 1                          | 2                          | 31    | 2     | 2      |
| VfB Stuttgart · Alemania | Total         | Total         | 53    | 2     | 3      | 5                   | 0                   | 0                   | 13                         | 1                          | 3                          | 71    | 3     | 6      |
| Bayern Múnich · Alemania | 1°            | 2005-06       | 20    | 0     | 1      | 4                   | 0                   | 0                   | 3                          | 0                          | 0                          | 27    | 0     | 1      |
| Bayern Múnich · Alemania | 1°            | 2006-07       | 34    | 1     | 5      | 5                   | 0                   | 1                   | 9                          | 0                          | 0                          | 48    | 1     | 6      |
| Bayern Múnich · Alemania | 1°            | 2007-08       | 22    | 0     | 4      | 8                   | 0                   | 0                   | 10                         | 1                          | 2                          | 40    | 1     | 6      |
| Bayern Múnich · Alemania | 1°            | 2008-09       | 28    | 3     | 1      | 3                   | 1                   | 0                   | 8                          | 0                          | 1                          | 39    | 4     | 2      |
| Bayern Múnich · Alemania | 1°            | 2009-10       | 34    | 0     | 8      | 6                   | 1                   | 3                   | 13                         | 0                          | 1                          | 53    | 1     | 12     |
| Bayern Múnich · Alemania | 1°            | 2010-11       | 34    | 3     | 2      | 6                   | 0                   | 1                   | 8                          | 0                          | 0                          | 48    | 3     | 3      |
| Bayern Múnich · Alemania | 1°            | 2011-12       | 31    | 0     | 4      | 5                   | 0                   | 0                   | 14                         | 0                          | 1                          | 50    | 0     | 5      |
| Bayern Múnich · Alemania | 1°            | 2012-13       | 29    | 0     | 11     | 6                   | 0                   | 3                   | 12                         | 0                          | 5                          | 47    | 0     | 19     |
| Bayern Múnich · Alemania | 1°            | 2013-14       | 28    | 1     | 4      | 5                   | 0                   | 2                   | 15                         | 0                          | 3                          | 48    | 1     | 9      |
| Bayern Múnich · Alemania | 1°            | 2014-15       | 20    | 2     | 2      | 5                   | 0                   | 0                   | 8                          | 0                          | 1                          | 33    | 2     | 3      |
| Bayern Múnich · Alemania | 1°            | 2015-16       | 26    | 1     | 1      | 7                   | 0                   | 0                   | 12                         | 0                          | 1                          | 45    | 1     | 2      |
| Bayern Múnich · Alemania | 1°            | 2016-17       | 26    | 1     | 3      | 5                   | 1                   | 0                   | 7                          | 0                          | 1                          | 38    | 2     | 6      |
| Bayern Múnich · Alemania | Total         | Total         | 332   | 12    | 48     | 65                  | 3                   | 10                  | 119                        | 1                          | 16                         | 516   | 16    | 74     |
| Total carrera | Total carrera | Total carrera | 448   | 17    | 51     | 71                  | 3                   | 10                  | 131                        | 2                          | 19                         | 652   | 22    | 80     |
| (1) Incluye datos de Copa de la Liga de Alemania, Copa de Alemania, Supercopa de Alemania. (2) Incluye datos de UEFA Europa League, UEFA Champions League, Supercopa de Europa, Mundial de Clubes. |               |               |       |       |        |                     |                     |                     |                            |                            |                            |       |       |        |

### Selección nacional
Actualizado al último partido jugado el 13 de julio de 2014.
| Selección | Año   | Amistosos | Amistosos | Amistosos | Eurocopa | Eurocopa | Eurocopa | Eliminatorias Europeas | Eliminatorias Europeas | Eliminatorias Europeas | Mundial | Mundial | Mundial | Eliminatorias Mundialistas | Eliminatorias Mundialistas | Eliminatorias Mundialistas | Total | Total | Total  |
| Selección | Año   | Part.     | Goles     | Asist.    | Part.    | Goles    | Asist.   | Part.                  | Goles                  | Asist.                 | Part.   | Goles   | Asist.  | Part.                      | Goles                      | Asist.                     | Part. | Goles | Asist. |
| --------- | ----- | --------- | --------- | --------- | -------- | -------- | -------- | ---------------------- | ---------------------- | ---------------------- | ------- | ------- | ------- | -------------------------- | -------------------------- | -------------------------- | ----- | ----- | ------ |
| Alemania  |       |           |           |           |          |          |          |                        |                        |                        |         |         |         |                            |                            |                            |       |       |        |
| 2004      | 12    | 1         | 1         | 3         | 0        | 0        | -        | -                      | -                      | -                      | -       | -       | -       | -                          | -                          | 15                         | 1     | 1     |        |
| 2005      | 0     | 0         | 0         | -         | -        | -        | -        | -                      | -                      | -                      | -       | -       | -       | -                          | -                          | 0                          | 0     | 0     |        |
| 2006      | 4     | 0         | 0         | -         | -        | -        | 4        | 0                      | 1                      | 7                      | 1       | 1       | -       | -                          | -                          | 15                         | 1     | 2     |        |
| 2007      | 2     | 0         | 1         | -         | -        | -        | 5        | 0                      | 2                      | -                      | -       | -       | -       | -                          | -                          | 7                          | 0     | 3     |        |
| 2008      | 5     | 0         | 1         | 6         | 1        | 1        | -        | -                      | -                      | -                      | -       | -       | 4       | 0                          | 0                          | 15                         | 1     | 2     |        |
| 2009      | 5     | 0         | 1         | -         | -        | -        | -        | -                      | -                      | -                      | -       | -       | 6       | 0                          | 1                          | 11                         | 0     | 2     |        |
| 2010      | 2     | 1         | 0         | -         | -        | -        | 4        | 0                      | 1                      | 6                      | 0       | 1       | -       | -                          | -                          | 12                         | 1     | 2     |        |
| 2011      | 4     | 0         | 0         | -         | -        | -        | 6        | 0                      | 1                      | -                      | -       | -       | -       | -                          | -                          | 10                         | 0     | 1     |        |
| 2012      | 2     | 0         | 0         | 5         | 1        | 0        | -        | -                      | -                      | -                      | -       | -       | 3       | 0                          | 0                          | 10                         | 1     | 0     |        |
| 2013      | 3     | 0         | 0         | -         | -        | -        | -        | -                      | -                      | -                      | -       | -       | 6       | 0                          | 3                          | 9                          | 0     | 3     |        |
| 2014      | 2     | 0         | 0         | -         | -        | -        | -        | -                      | -                      | 7                      | 0       | 2       | -       | -                          | -                          | 9                          | 0     | 2     |        |
| Total     | Total | 41        | 2         | 4         | 14       | 2        | 1        | 19                     | 0                      | 5                      | 20      | 1       | 4       | 19                         | 0                          | 4                          | 113   | 5     | 18     |

## Palmarés

### Títulos nacionales
| Título                      | Equipo           | País     | Año     |
| --------------------------- | ---------------- | -------- | ------- |
| 1. Bundesliga               | Bayern de Múnich | Alemania | 2005-06 |
| Copa de Alemania            | Bayern de Múnich | Alemania | 2005-06 |
| Copa de la Liga de Alemania | Bayern de Múnich | Alemania | 2007    |
| 1. Bundesliga               | Bayern de Múnich | Alemania | 2007-08 |
| Copa de Alemania            | Bayern de Múnich | Alemania | 2007-08 |
| 1. Bundesliga               | Bayern de Múnich | Alemania | 2009-10 |
| Copa de Alemania            | Bayern de Múnich | Alemania | 2009-10 |
| Supercopa de Alemania       | Bayern de Múnich | Alemania | 2010    |
| Supercopa de Alemania       | Bayern de Múnich | Alemania | 2012    |
| 1. Bundesliga               | Bayern de Múnich | Alemania | 2012-13 |
| Copa de Alemania            | Bayern de Múnich | Alemania | 2012-13 |
| 1. Bundesliga               | Bayern de Múnich | Alemania | 2013-14 |
| Copa de Alemania            | Bayern de Múnich | Alemania | 2013-14 |
| 1. Bundesliga               | Bayern de Múnich | Alemania | 2014-15 |
| 1. Bundesliga               | Bayern de Múnich | Alemania | 2015-16 |
| Copa de Alemania            | Bayern de Múnich | Alemania | 2015-16 |
| Supercopa de Alemania       | Bayern de Múnich | Alemania | 2016    |
| 1. Bundesliga               | Bayern de Múnich | Alemania | 2016-17 |

### Títulos internacionales
| Título                 | Equipo                | Sede      | Año     |
| ---------------------- | --------------------- | --------- | ------- |
| Liga de Campeones      | Bayern de Múnich      | Londres   | 2012-13 |
| Supercopa de Europa    | Bayern de Múnich      | Praga     | 2013    |
| Mundial de Clubes      | Bayern de Múnich      | Marruecos | 2013    |
| Copa Mundial de Fútbol | Selección de Alemania | Brasil    | 2014    |

1. ↑  Solo la final del campeonato tuvo sede fija, jugándose el resto del torneo en formato de local y visita.

### Distinciones individuales
| Distinción                                                    | Año                                |
| ------------------------------------------------------------- | ---------------------------------- |
| Hoja laurel de Plata                                          | 2006, 2010, 2014                   |
| Equipo del año UEFA                                           | 2006, 2008, 2012, 2013, 2014       |
| Equipo All-Star de la Copa Mundial FIFA                       | 2006, 2010                         |
| Equipo del Torneo de la Eurocopa                              | 2008, 2012                         |
| XI Ideal de la Bundesliga                                     | 2009, 2010, 2011, 2013, 2014, 2016 |
| Defensa del Año en la Bundesliga                              | 2009, 2013, 2014, 2017             |
| Equipo de la Temporada en la Liga de Campeones                | 2010-11, 2012-13, 2013-14          |
| Balón de Plata del Mundial Clubes                             | 2013                               |
| XI Ideal de European Sport Media                              | 2013, 2014                         |
| Once ideal FIFA/FIFPro World XI                               | 2013, 2014                         |
| Equipo de las Estrellas del Índice Castrol de la Copa Mundial | 2014                               |
| Jugador del Año de la UEFA                                    | 2013-14(5°)                        |
| Balón de Oro de la FIFA                                       | 2013-14(6°)                        |
| XI Histórico de la UEFA                                       | 2015                               |
| XI Histórico de la Eurocopa                                   | 2016                               |
| Futbolista del Año en Alemania                                | 2017                               |
| IX Histórico del Balón de Oro                                 | 2020(3°)                           |
| IX Ideal de la Década en Europa por la IFFHS (2011-20)        | 2020                               |
| IX Ideal Mundial de la Década por la IFFHS (2011-20)          | 2020                               |
| XI Histórico de Europa por la IFFHS                           | 2021                               |